# Липованы (село)
Липованы (укр. Липовани) — село в Берегометской поселковой общине Вижницкого района Черновицкой области Украины.
Население по переписи 2001 года составляло 179 человек. Почтовый индекс — 59230. Телефонный код — 3730. Код КОАТУУ — 7320584004.